# Козлов, Алексей Васильевич
Алексей Васильевич Козлов (бел. Аляксей Васільевіч Казлоў; 25 февраля 1913, Екатеринослав — 16 июня 1976, Лоев, Гомельская область) — капитан Рабоче-крестьянской Красной армии, участник Великой Отечественной войны, Герой Советского Союза (1944).

## Биография
Родился 25 февраля 1913 года в Екатеринославе (ныне — Днепр), по некоторым данным родился в Лоеве (ныне — Гомельской области).
В 1929 году окончил семилетку в г. Днепропетровске и поступил в Днепропетровский железнодорожный техникум, который окончил в 1932 году. На здании техникума после войны была установлена мемориальная доска "Они учились в этом техникуме", где было и имя А. В. Козлова.
В 1932—1935 годах проходил службу в Рабоче-крестьянской Красной армии.
После окончания техникума, Алексей Васильевич по комсомольской путевке был мобилизован на Черноморский флот, в город Севастополь. В 1934 году окончил Севастопольскую военную авиационную школу лётчиков и летнабов. Уволившись в запас, работал строителем.
С июня 1941 года — на фронтах Великой Отечественной войны. К декабрю 1943 года был штурманом звена 118-й отдельной дальнеразведывательной авиационной эскадрильи 7-й воздушной армии Карельского фронта в звании старшего лейтенанта. К этому времени он совершил 127 боевых вылетов на воздушную разведку войск и важных объектов противника.
Указом Президиума Верховного Совета СССР «О присвоении звания Героя Советского Союза офицерскому составу военно-воздушных сил Красной армии» от 4 февраля 1944 года за «образцовое выполнение боевых заданий командования на фронте борьбы с немецкими захватчиками и проявленные при этом отвагу и геройство» был удостоен высокого звания Героя Советского Союза с вручением ордена Ленина и медали «Золотая Звезда» за номером 3130.
3 марта 1944 года самолёт Алексея Козлова попал в аварию, и лётчик получил тяжёлые травмы. В апреле 1944 года вышел в отставку по ранению в отставку в звании капитана. Проживал в посёлке Лоев Гомельской области Белорусской ССР. 
С 1947 года заведовал организованной им детской библиотекой в г. п. Лоев.
Умер 16 июня 1976 года.

## Награды и звания
Был также награждён орденами Отечественной войны II степени и Красной Звезды, рядом медалей.
Почётный гражданин Лоева.

## Память
- Военно-мемориальный комплекс Карельского фронта в г. Петрозаводск — фамилии Героев Советского Союза и Полных Кавалеров ордена Славы Карельского фронта. Одна из фамилий на плите мемориала — Козлов А.В.
- Одна из улиц в Лоеве названа в честь А. В. Козлова.
- На Аллее Героев в Лоеве установлен памятник А. В. Козлову[4].
- Имя А. В. Козлова присвоено средней школе в г. п. Лоев (2008)[5][6]. Одна из экспозиций в школьном музее посвящена Герою. На здании школы установлена мемориальная доска в честь Героя.
- Одна из экспозиций в Музее битвы за Днепр в г. п. Лоев посвящена А. В. Козлову[7].
- Об Алексее Васильевиче Козлове размещены краткие справки в 5-м томе "Белорусской Энциклопедии", в энциклопедических справочниках, изданных в Минске и Москве, в ряде очерков и статей, опубликованных в газетах и журналах.